# Jacob Glatstein
Jacob Glatstein ou Yaakoyv ou Yankev Glatshteyn est un poète yiddish né à Lublin en Pologne le 20 août 1896 et mort à New York en 1971. Il émigra aux États-Unis en 1914. Son père est musicien. Il garde toute sa vie un grand intérêt pour la musique. Jusqu'à 16 ans, il reçoit une éducation religieuse traditionnelle. Son père l'ouvre alors à la culture yiddish moderne et lui fait découvrir les grands auteurs yiddish comme Isaac Leib Peretz, Cholem Aleikhem et Avrohom Reyzen. Émerveillé, Jacob Glatstein commence à écrire lui aussi en yiddish.
L'antisémitisme étant de plus en plus virulent à Lublin, la famille décide d'émigrer aux États-Unis et s'installe à New York chez un oncle. En 1918, il entre à la Faculté de droit à New York.
Glatstein est l’un des chefs de file du mouvement littéraire d’avant-garde In zikh (Introspectionnistes). Il cherche à renouveler le lexique, propose de nouveaux rythmes, une prosodie inédite en yiddish.

## Œuvres
La plupart de l'œuvre de Jacob Glatstein n'est pas traduite en français.

### En français
- Seulement une voix, Buchet-Chastel, 2007
- Voyage à rebours, L'antilope, 2023. Traduit par Rachel Ertel.

### En anglais
- Selected Poems of Yankev Glatshteyn, Jewish Publication Society of America, 1987

### En yiddish
- Kredos, New York : Idish lebn, 1929. Poèmes consacrés aux relations entre homme et femme. Thèmes sociaux et éthiques
- Ven Yash iz geforn (Quand Yash est parti en voyage), New York : Ed. Inzikh, 1938. L'auteur entreprit en 1934 un voyage à destination de sa Pologne natale.
- Ven Yash iz gekumen (Quand Yash est arrivé) / Yakoyv Glatshteyn. - New York, M.S. Sklarski, 1940
- Emil un Karl, 1940, Square Fish, 2008. L'amitié entre deux petits garçons de Vienne, l'un juif, l'autre chrétien, recueillis par des résistants après l'"Anschluss".
- Shtralendike yidn (Juifs rayonnants), New York : Matones, 1946. Poésie
- Dem tatns shotn (A l'ombre de mon père), New York : Matones, 1953
- Fun mayn gantser mi (De toute mon œuvre), New York : Congrès juif mondial, 1956
- In tokh genumen : Eseyen 1948-1956 (En substance), New York : Idish natsionaln arbeter farband, 1956
- In der velt mit yiddish (Dans le monde avec le yiddish), New York : Congress for Jewish Culture, 1972. Essais concernant des écrivains et la littérature yiddish, la littérature en hébreu. L'avenir du yiddish